# Матрици на Дженерал Електрик
.
Съществуват две популярни матрици за подпомагане на бизнес решения, разработени с участието на Дженерал Електрик. Първата от тях използва модела с проекция върху таблица 2x2 на матрицата на Бостънската консултантска група и е разработена съвместно с МакКинзи. Втората е адаптирана в матрица 3x3 и е разработена съвместно с Шел.

## Матрица МакКинзи – Дженерал Електрик
Тази матрица разпределя стратегическите бизнес единици на матрица/карта според техните атрактивност и конкурентност.

### Атрактивност
За да определим бъдещата привлекателност (атрактивност) на стратегическата бизнес зона е необходимо:
- да разкрием сложилите се тенденции в досегашния ръст на търсене
- да разкрием факторите, способни да променят сложилите се тенденции в ръста на търсене. Разкриването на тези фактори става на базата на предварително разработените прогнозни сценарии за развитието на съответната СБЗ
- като се отчита влиянието на факторите, способни да променят сложилите се тенденции в ръста на търсенето, се определя бъдещия ръст на търсене в СБЗ.

За да се определи бъдещата рентабилност:
- определят се сложилите се тенденции в рентабилността
- на базата на прогнозния сценарий се определят факторите, които могат да променят сложилите се тенденции в рентабилността
- на тази база се определя бъдещата рентабилност в СБЗ

Бъдещата нестабилност се определя чрез:
- да се разкрият събитията във външната среда на СБЗ, които могат да променят настоящето равнище на нестабилност
- да се разкрие кои от тези събития създават благоприятни възможности или шансове за бизнеса в тази СБЗ и кои от тези събития създават заплахи. Ако заплахите са повече от благоприятните възможности оценката е за увеличаване на бъдещата нестабилност пред СБЗ

### Конкурентност
Конкурентният статус на фирмата в дадена стратегическа бизнес зона се определя като резултантна от три фактора:
- Стратегически норматив на капиталните вложения
- Стратегически норматив на конкурентните стратегии
- Стратегически норматив на мобилизационните възможности

Стратегически норматив на капиталните вложения може да се движи от нула до единица. Колкото по-близко до нула е този норматив, толкова е по-слаб конкурентния статус на фирмата в тази СБЗ по линията на капиталните вложения и следователно фирмата може да увеличи своя конкурентен статус чрез допълнително инвестиране на капитални вложения. Колкото по-близко е до единица, толкова по-малки възможности има фирмата да увеличи своя конкурентен статус в съответната СБЗ зона по линията на капиталните вложения.
Конкурентните стратегии в модела на Ансофф се дефинират като непротиворечива комбинация от политика на ръст, политика на пазарна диференциация и политика на продуктова диференциация. Продуктите се проектират на графика 2x2 с измерения нов/същестуващ продукт и нов/съществуващ пазар.
Според настоящото и желаното разпределение на продуктите по графиката се определя фактическата конкурентна стратегия на фирмата като непротиворечива комбинация от трите политики. Разкриват се други възможни конкурентни стратегии на фирмата в тази СБЗ; условието е те да са непротиворечива комбинация от трите политики. Определя се коя е оптималната конкурентна стратегия на фирмата в тази СБЗ – това е тази от допълнително разработените конкурентни стратегии, която е най-близко до фактическата конкурентна стратегия. Определя се стратегическия норматив на конкурентните стратегии като съотношение между фактическата и оптималната конкурентна стратегия. Колкото по-малък от единица е този норматив, толкова по-големи възможности има фирмата да подобри своя конкурентен статус в съответната СБЗ чрез въвеждане на нова конкурентна стратегия.
Определяне на стратегически норматив на мобилизационните възможности на фирмата. Мобилизационните възможности – това е способността на фирмата да реализира една или друга конкурентна стратегия. Мобилизационните възможности могат да се установят като се направи анализ на основните компоненти на потенциала на фирмата – анализ на потенциала на общото управление, на финансовото управление, на маркетинга, на производството и на НИРД. Стратегическия норматив на мобилизационните възможности се определя като отношение между мобилизационните възможности да се реализира фактическата конкурентна стратегия и мобилизационните възможности да се реализира оптималната конкурентна стратегия.

### Ограничения
Недостатъци на матрицата на МакКинзи – Дженерал Електрик:
- описва ограничен брой ситуации
- дава еднозначни съвети, които не винаги са изпълними
- Съветът от полето на въпросите „Разшири заетата позиция!“ може да не е изпълним, ако фирмата е закъсняла фатално в сравнение със своите конкуренти по отношение на навлизането на тази СВЗ
- Съветът на звездите „Задръж заетата позиция чрез инвестиране!“ може да не е изпълним, ако фирмата вече е достигнала оптималния размер на капитални вложения в тази СБЗ и/ или има други СБЗ, които биха осигурили по-висок доход от капитала.
- Съветът на дойните крави “Извлечи максимална изгода от заетата позиция! “може да не е изпълним, ако ситуацията в съответната СБЗ е безнадеждна и продажби не са възможни.
- Съветът на кучетата „Напусни заетата позиция!“ може да не е изпълним, ако тази СБЗ има синергични връзки с други фирмени СБЗ.

## Матрица на Дженерал Електрик – ШЕЛ
Поради това тази матрица се заменя от матрицата на Дженерал Електрик – ШЕЛ, която има девет полета, а не четири, и дава алтернативни съвети. Тази матрица има предимството, че може да се използва на всяка фаза на жизнения цикъл на търсене и технологии. Тъй като дава алтернативни съвети обаче, нейното използване предполага преди вземането на решения да се направят някои допълнителни проучвания по отношение на перспективите за печалба и перспективите за прираст на рентабилността на капитала в отделните бизнес зони.
Ако тези перспективи са положителни – избират се съветите свързани с разширяване на заетата позиция и с допълнително инвестиране на капитални вложения. Ако тези съвети са отрицателни – избират се съветите за оттегляне от заетата позиция и за ликвидация на активи.

### Ограничения
Тази матрица също има определени граници на приложение:
- тя не може да се използва от фирми от предприемачески тип, които не търсят вече създадени СБЗ, за да вземат решение дали да навлизат или не в тях, а сами създават нови СБЗ като предлагат принципно нови продукти и технологии на пазара;
- тази матрица не е приложима при много висока степен на нестабилност на външната среда (висока степен на нестабилност на външната среда – когато скоростта на събитията във външната среда е по-голяма от скоростта, с която фирмата може да отреагира на тези събития);
- тази матрица дава възможност да се взимат рационални стратегически решения, но много често във фирмите решенията се взимат по поведенски или по кариеристични съображения

Избор на постановка на стратегическата задача на фирмата в дадена стратегическа бизнес зона
В обобщение може да се каже, че изборът на постановка на стратегическата задача на фирмата в дадена СБЗ предполага последователния отговор на следните въпроси:
- Привлекателна ли е стратегическата бизнес зона?
- Ще бъде ли фирмата печеливша в тази стратегическа бизнес зона?
- Ще има ли прираст на дохода от капитала?
- Правилно ли е избрано времето за навлизане в стратегическата бизнес зона?
- Ще превиши ли капиталното отдаване минималния норматив за откупуване на капиталните вложения?
- Какво обвързване е необходимо с другите дейности на фирмата?

## Балансиране
Балансиране на набора от СБЗ по етапите на жизнения цикъл на търсене и технологии
Цели на матрицата:
- да се идентифицира текущата позиция на наличните СБЗ на фирмата в краткосрочна перспектива по отношение на конкурентния статус и фазите на жизнения цикъл на търсене и технологии.
- да се разкрие как всяка СБЗ ще се развива в дългосрочна перспектива
- да се екстраполират настоящите резултати за продажби и печалби и необходими капитални вложения; да се обобщят получените значения за всички СБЗ; да се зададат нови контролни цифри от страна на висшето ръководство за печалби продажби и капитални вложения и да се разпределят тези контролни цифри по СБЗ

За да се изпълнят тези цели се решават следните задачи:
- Съществуващите СБЗ на фирмата се нанасят в полето за краткосрочни перспективи; информацията се взема от разработването на Матрицата на Дженерал Електрик – ШЕЛ.
- Всяка СБЗ представя своите виждания за печалби, продажби и необходими капитални вложения; доколкото тези виждания са формирани чрез екстраполация, те се обобщават най-напред по вертикала и се записват в полето с буква Е (екстраполации); когато предложенията на СБЕ се сумират и по хоризонтала, се получават значенията за продажби, печалби и капитални вложения за цялата корпорация.
- Ръководството преглежда тези виждания и при необходимост задава нови цели за продажби, печалби и капитални вложения – общо за корпорацията и по отделни СБЗ-и, които се записват в полето КЦ (контролни цифри)
- На база на информацията от прогнозните сценарии и допълнителни прогнози и информация се разкриват очакваните промени в позициите на СБЗ в дългосрочна перспектива и се нанасят в съответната част на Матрицата.
- Преценява се дали чрез тези СБЗ се осигурява дългосрочна рентабилност на фирмата и се разкрива необходимостта от включване на нови СБЗ в портфейла на фирмата; най-добре е тези СБЗ да попадат в полето на „въпросите“ на матрицата на Дженерал Електрик – ШЕЛ”.